# Щурец в ухото
„Щурец в ухото“ е български игрален филм (комедия) от 1976 година на режисьора Георги Стоянов по сценарий на Никола Русев. Оператор е Ивайло Тренчев. Музиката във филма е композирана от Кирил Дончев.

## Сюжет
Един „филм на пътя“ по български. За героите преместването от селцето до града е огромно преживяване и повод за сериозна преоценка на досегашния им живот и намеренията за бъдещето. В действителност пътят се движи покрай тях и им представя различни житейски съдби.

## Награди
- ВТОРА НАГРАДА на ФБИФ (Варна, 1976).

## Състав

### Актьорски състав
| Изпълнител                       | Роля                      |
| -------------------------------- | ------------------------- |
| Павел Поппандов                  | Евтим                     |
| Стефан Мавродиев                 | Пешо                      |
| заслужила артистка Татяна Лолова | властната акушерка Бела   |
| Ицхак Финци                      | келнера Гошо              |
| заслужил артист Петър Слабаков   | Георги Черния             |
| Елена Райнова                    | Тони                      |
| Стоян Гъдев                      | шофьор на камион          |
| Евстати Стратев                  | бай Киро, братът на Евтим |
| заслужил артист Владимир Давчев  | бармана                   |
| Елена Кънева                     | дъщерята на Бела          |
| Сотир Майноловски                | Асен, мъжът на Бела       |
| Никола Тодев                     | ротен командир            |
| Антон Радичев                    | шофьор на камион          |
| Бояна Кънева                     |                           |
| Иван Балсамаджиев                | приятелят на Бела         |
| Мария Грубешлиева                |                           |
| Стефан Гърдев                    |                           |
| Евгения Гюзелева                 |                           |
| Катя Николова                    |                           |

### Творчески и технически екип
| Сценарий           | Никола Русев                                                                                    |
| Режисьор           | Георги Стоянов                                                                                  |
| Оператор           | Ивайло Тренчев                                                                                  |
| Редактор           | Иван Остриков                                                                                   |
| Музика             | Кирил Дончев                                                                                    |
| Звук               | Емил Павлов                                                                                     |
| Тонтехник          | Зафир Зафиров                                                                                   |
| Художник           | Елена Демякова                                                                                  |
| Костюми            | Захари Савов                                                                                    |
| Втори режисьор     | Мария Радучева                                                                                  |
| Асистент-режисьори | Николина Вълкова Татяна Зарева Дочко Цветковски                                                 |
| Втори оператор     | Стоян Миланов                                                                                   |
| Асистент-оператор  | Кирил Зашев                                                                                     |
| Камерен техник     | Христо Герасимов                                                                                |
| Комбинирани снимки | Оператор: Богомил Петков Художник: Стоян Кьосовски                                              |
| Монтаж             | Димитричка Златева Мария Атанасова                                                              |
| Грим               | Мария Търкаланова                                                                               |
| Фотограф           | Лена Хъртарска                                                                                  |
| Реквизит           | Богомил Петров                                                                                  |
| Гардероб           | Славка Радкова                                                                                  |
| Организатори       | Здравко Ватев Марко Иванов Валентин Вълков                                                      |
| Директор           | Атанас Пападопулос                                                                              |
| Производство       | Българска кинематография Студия за игрални филми Творчески колектив „СРЕДЕЦ“ /Copyright © 1976/ |